# توماش پوزنار
توماش پوزنار (چکی: Tomáš Poznar؛ زادهٔ ۲۷ سپتامبر ۱۹۸۸) بازیکن فوتبال اهل چکسلواکی است.
از باشگاه‌هایی که در آن بازی کرده‌است می‌توان به باشگاه فوتبال اسپارتاک ترناوا و باشگاه فوتبال فاستاو زلین اشاره کرد.
وی همچنین در تیم ملی فوتبال جمهوری چک بازی کرده‌است.